# Gewerkschaft Kirche und Diakonie
Die Gewerkschaft Kirche und Diakonie e.V. mit Sitz in Berlin versteht sich als Fachgewerkschaft der Beschäftigten der evangelischen und der katholischen Kirche in Deutschland sowie des Diakonischen Werkes (DW) und der Caritas. Sie wurde 1993 gegründet und hat vier Landesverbände in Berlin-Brandenburg-schlesische Oberlausitz, in Mecklenburg-Vorpommern, in der Kirchenprovinz Sachsen und in Oldenburg. Angaben über Mitgliederzahlen sind nicht bekannt. Bundesvorsitzender ist Christian Hannasky.
Die GKD wendet sich gegen das besondere kirchliche Arbeitsrecht (Dritter Weg) und tritt dafür ein, dass stattdessen auch im Bereich der Kirche das allgemeine Arbeitsrecht und das Betriebsverfassungsgesetz angewendet werden und dass auch für die kirchlichen Beschäftigten Tarifverträge geschlossen werden. Damit steht sie im Gegensatz zum Verband kirchlicher Mitarbeiterinnen und Mitarbeiter, der sich als Partner von Kirche und Diakonie sieht. Die GKD gehört einer Tarifgemeinschaft mit der Gewerkschaft Erziehung und Wissenschaft (GEW) und der Vereinten Dienstleistungsgewerkschaft (Verdi) an, die mit der Evangelischen Kirche Berlin-Brandenburg-schlesische Oberlausitz einen Tarifvertrag geschlossen hat.